# (14829) Povalyaeva
(14829) Povalyaeva – planetoida z pasa głównego asteroid okrążająca Słońce w ciągu 3 lat i 245 dni w średniej odległości 2,38 j.a. Została odkryta 3 października 1986 roku w Krymskim Obserwatorium Astrofizycznym w Naucznym na Półwyspie Krymskim przez Ludmiłę Karaczkinę. Nazwa planetoidy pochodzi od Mariny Petrownej Powaljewy (ur. 1956), działacza pomocy charytatywnej. Przed nadaniem nazwy planetoida nosiła oznaczenie tymczasowe (14829) 1986 TR11.